# Алекс Маттсон
Алекси Матиас Каунисвеси (фин. Aleksi Matias Kaunisvesi; род. 1 ноября 1997, Юливиеска, Северная Остроботния, Финляндия), более известный под сценическим псевдонимом Алекс Маттсон (Alex Mattson) — финский диджей, автор песен, музыкальный продюсер, композитор, перкуссионист.
Первый крупный успех пришёл к музыканту в 2016 году, когда его дебютный сингл UFO, выпущенный совместно с немецкой певицей Solamay, получил статус платинового и попал во множество финских чартов.
В 2020 году Алекс Маттсон вошёл шестым участником в группу из Оулу Blind Channel, в которой стал автором песен, а также занимается перкуссией, семплами и клавишными.
В феврале 2021 года в составе группы Blind Channel стал победителем национального отборочного конкурса Uuden Musiikin Kilpajlu (UMK). Победа в UMK сделала Blind Channel официальным представителем Финляндии на конкурсе Евровидении-2021 в Роттердаме с песней «Dark Side», в котором группа заняла шестое место.

## Биография

### Ранние годы (1997—2013)
Алекси Матиас Каунисвеси родился 1 ноября 1997 года в городе Юливиеска (Северная Остроботния) в семье финского музыкального агента по бронированию Матти Каунисвеси, известного своим сотрудничеством с популярными финскими артистами, такими как Vesala, Popeda, Cyan Kicks и другими.
В раннем возрасте Каунисвеси вместе с семьёй уехал в общину Вихти — в город Нуммела (Южная Финляндия).
Родители Каунисвеси развелись, когда Алекси было 9 лет, и после этого он попеременно жил то с матерью, то с отцом. У него есть родная старшая сестра, два сводных брата по отцу и сводные брат и сестра по матери.
В детстве Каунисвеси, помимо музыки, увлекался хоккеем и футболом.[значимость факта?] Когда он был в первом классе, ему захотелось играть на барабанах, а его первая ударная установка была изготовлена из банок из-под йогурта и скотча.
Поскольку его энтузиазм не спадал, родители привезли сыну ударную установку из Хельсинки, которую поставили в гараж, и Каунисвеси играл на ней каждый день. Позже были куплены электробарабаны, которые было легко перевозить с собой даже во время поездок за город. Матти Каунисвеси, являясь агентом в фирме по организации концертов Gramopop (позднее стала частью Warner Music Live), часто брал Алекси на выступления. Так с юного возраста будущий музыкант побывал на выступлениях Bomfunk MC's, Fintelligen, PMMP, Ozzy Osbourne и многих других. Музыкальные вкусы развивались, и в коллекции Каунисвеси появлялись диски и пластинки таких исполнителей как Eminem, Uniklubi, а также финских металлистов Children of Bodom, которые диджей хранит и по сей день.
К концу начальной школы Каунисвеси и его друзья стали вместе организовывать группы. Одной из таких была группа Mechanic View, в которую входили два друга Алекси, а также его сводный брат Нико.
На базе школы Kuoppanummi, а также местной школы барабанов Vikke RY Каунисвеси с друзьями организовывали школьные дискотеки вместе с другими коллективами и там играли первые концерты. Репертуар состоял в основном из хитов разных рок-групп, а сам Алекси играл на ударной установке.
Псевдоним «Alex Mattson» Алекси Каунисвеси придумал сам. Как он рассказал, это имя ему приснилось среди ночи в 2011 году, и он послал себе письмо на электронную почту с этой записью, чтобы не забыть его к утру.
Увлечение EDM пришло к Алекси в возрасте 13—14 лет, когда его старшая сестра включила музыку исполнителя Skrillex и Pendulum. Тогда Каунисвеси увлёкся новым для себя жанром, и, помимо прослушивания музыки, стал экспериментировать и пытаться писать подобное.
Свои первые песни в жанре EDM Каунисвеси написал в возрасте 15 лет с помощью программы Garageband, найденной на компьютере отца.
Первым EDM-проектом Каунисвеси считается его тандем с другом по имени Мэтт Мандала, который они назвали FMB DJ’s (Feel My Beat). Вместе они написали несколько треков в жанре EDM, которые размещали на Soundcloud и успели отыграть несколько диджей-сетов в родном городе Нумелла.

### Музыкальное образование и первая популярность (2013—2016)
В возрасте 16 лет Каунисвеси бросил учёбу в Вихти и отправился изучать музыкальное производство в Амстердам, в S. A. E. Institute. Там он провёл почти год, уделяя всё свободное время обучению и практике.
По окончании учёбы Каунисвеси получил диплом продюсера электронной музыки.
Уже во время учёбы в Нидерландах к творческому потенциалу диджея музыкальные медиа стали проявлять большое внимание. На тот момент ему едва исполнилось 17 лет. Так появился проект Alex Mattson, в рамках которого Алекси Каунисвеси начал записывать электронную музыку. Примерно в то же время проект FMB DJ’s остановил свою деятельность.
За некоторое время до выпуска ему пришло на электронную почту письмо с просьбой сделать ремикс на один из треков рэпера Paleface (в некоторых источниках говорится, что созданный ремикс на песню Jostain paljon kauempaa стал его выпускной работой).
В скором времени после этого Каунисвеси заключил контракт с американским лейблом Ultra Music, который работал под управлением Sony Music, на тот момент уже сотрудничавшей с Давидом Гетта, Deadmau5 и Kygo. Каунисвеси стал первым сольным исполнителем из Финляндии, заключившим контракт с Ultra Music.

### 2016—2020

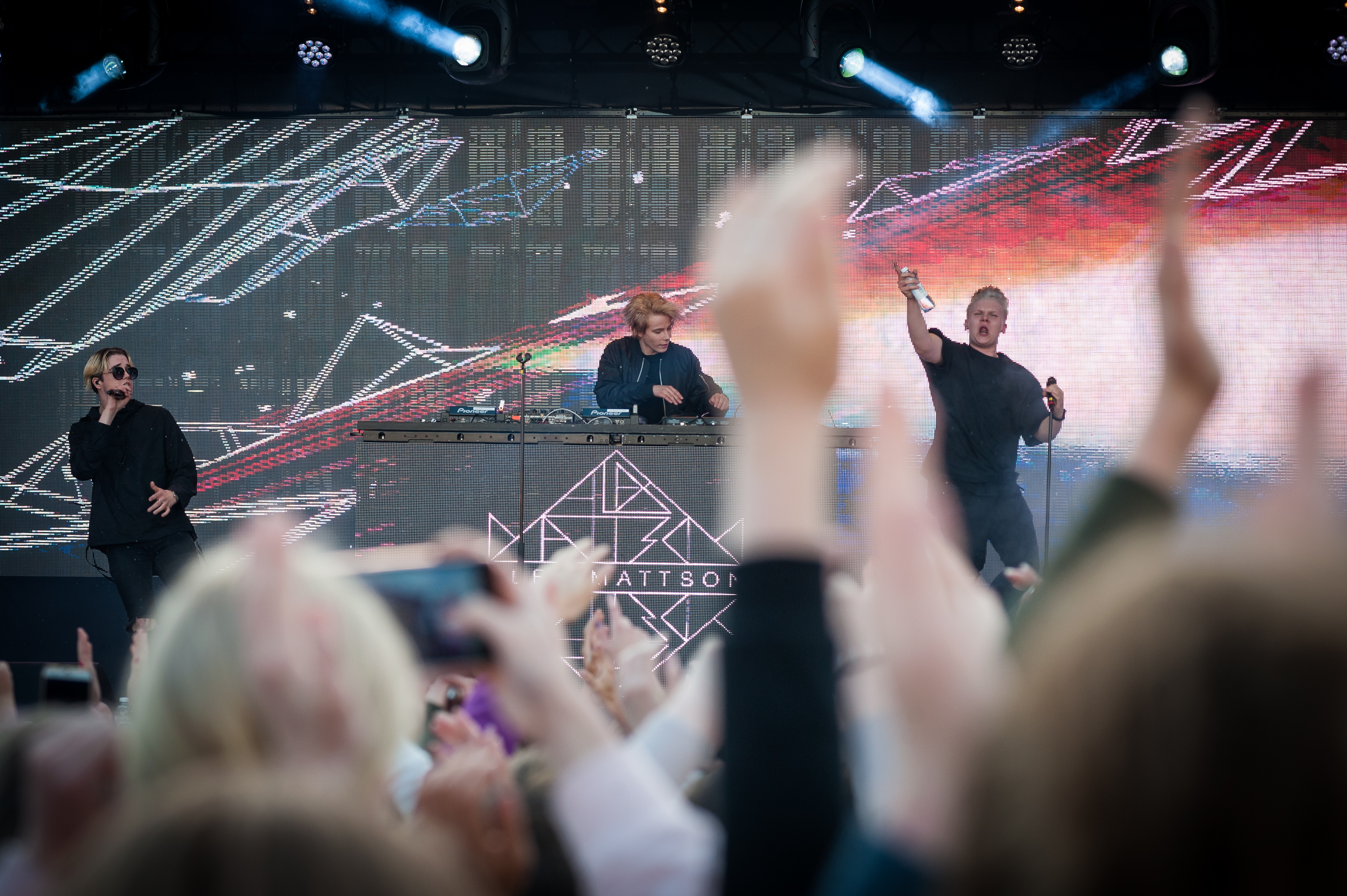
На фестивале YleX Pop 2017 с Артту Линдеманом и певцом Лукасом.

Его собственный официальный дебютный сингл UFO (feat. Solamay), который быстро завоевал топ-чарты Финляндии и открыл для Маттсона путь на большую сцену, был выпущен 19 февраля 2016 года. Выпущенный 10 июня второй сингл Forget You укрепил позиции Алекси в глазах музыкальных критиков.
Проект Alex Mattson быстро стал одним из самых многообещающих электронных проектов в Финляндии. Он стал выступать на сценах крупных музыкальных фестивалей Финляндии и Эстонии, а также выступал на разогреве у Адам Ламберта, Антти Туйску, Алана Уолкера и других.
Летом 2016 года Алекс Маттсон познакомился с Йоэлом Хокка, солистом рок-группы из Оулу Blind Channel. По словам Маттсона, Хокка написал ему с предложением сделать ремикс на их песню «Alone Against All», на что Маттсон по одной версии ответил, что песня и так является самодостаточной и не терпит изменений, по другой — он просто не ответил на сообщение Хокка, что спровоцировало участников группы Blind Channel посчитать Маттсона высокомерным. В декабре того же года на концерте Bring Me the Horizon в Хельсинки Маттсон познакомился с остальными участниками Blind Channel.
Карьера Маттсона тем временем стала набирать обороты. Его сингл «Good Kids», выпущенный 2 июня 2017 года, в очередной раз привлёк внимание к молодому диджею. Осенью Маттсон выпустил трек «All About You», записанный совместно с Лукасом Марксом.
В 2017 году Маттсон сотрудничал с финским филиалом банка Danske Bank и вместе с другими финскими артистами активно участвовал в социальной жизни учреждения и его проектах. Одним из таких стал проект LiveNow, приуроченный к 100-летию независимости Финляндии и направленный на экономическое развитие финской молодёжи. На протяжении года на аккаунте банка выходили видеоролики, в которых участники рассказывали о своих мечтах, о том, что уже исполнилось в их жизни, что ждёт их впереди и многое другое. Вместе с Алексом Маттсоном банк провёл два розыгрыша в 2017 и 2018 годах, победительницами которых стали Янина Койо и Мария Ханну Хан, принявшие Алекса в своих домах с частным концертом.
В 2018 году Маттсон продолжил работу, итогом которой стали синглы «Complicated Love», вышедший 23 февраля, и «Discovery» — 20 апреля.
C 22 по 27 мая Маттсон посетил Токио в рамках международного проекта The Finest Sounds. В программу вошли семинары по музыкальной индустрии, ярмарки, лагерь авторов песен, а также визит в Spotify Japan. 23 и 24 мая студия Sony Music Tokyo организовала лагерь авторов песен, в котором принял участие Алекс Маттсон, а также другие продюсеры и авторы песен из Эстонии, Финляндии и Японии. Одновременно с поездкой состоялся релиз первого мини-альбома Eleven.
17 августа 2018 Алекс Маттсон выпустил песню «Anything», которая привлекла к себе большое внимание со стороны музыкальных радиостанций. Создание этой песни, по его словам, было для него особенным моментом в жизни. Она была написана всего за несколько часов в Амстердаме, а через пару дней Маттсон отправился домой и потратил неделю на то, чтобы её завершить. После небольшого перерыва он выпустил ещё один сингл «Love Lie».
Тем временем Маттсон продолжал общение с группой Blind Channel, и в марте 2019 года вышел их совместный трек «Timebomb», который позднее вошёл в альбом Violent Pop (2020), над которым Маттсон помогал группе работать. Летом того же года он впервые разделил сцену фестиваля Weekend с Blind Channel.
На этом выступлении Алекси был одет исключительно в белую одежду, придерживаясь стиля Blind Channel, что уже в тот момент вызвало множество комментариев о том, что Каунисвеси, вероятно, в будущем станет частью группы.
26 апреля Алекс Маттсон выпустил трек «Crazy», послуживший заглавной темой для Telia Esports Series — проекта, посвящённому событиям в киберспорте Финляндии и Скандинавии.
Летом он представил публике песню «Can’t Say No», записанную с PJZ. Спустя почти полгода он выпустил сингл «NAKARA», участие в создании которого принял Лаз Перкинс.
В феврале 2020 года он успел выпустить песню «Better Off» до того, как музыкальная сфера получила серьёзные ограничения из-за пандемии коронавируса.
Во время пандемии Маттсон продолжал писать музыку: он отыграл несколько онлайн диджей-сетов в своём Инстаграм, а также успел провести две недели в доме Нико Мойланена, вокалиста группы Blind Channel, где Алекси нашёл на компьютере Мойланена демозапись Bad Idea. Проведя бессонную ночь за ноутбуком, он создал первые наработки к песне, которая вышла в 2022 году.
В июне 2020 года Каунисвеси заключил контракт с Capitol Records под управлением Universal Music. К этому времени Алекс Маттсон уже работал в качестве музыкального продюсера с такими музыкантами, как Антти Кетонен, Микаэль Габриэль, Kasmir и Ellinoora.

### Blind Channel

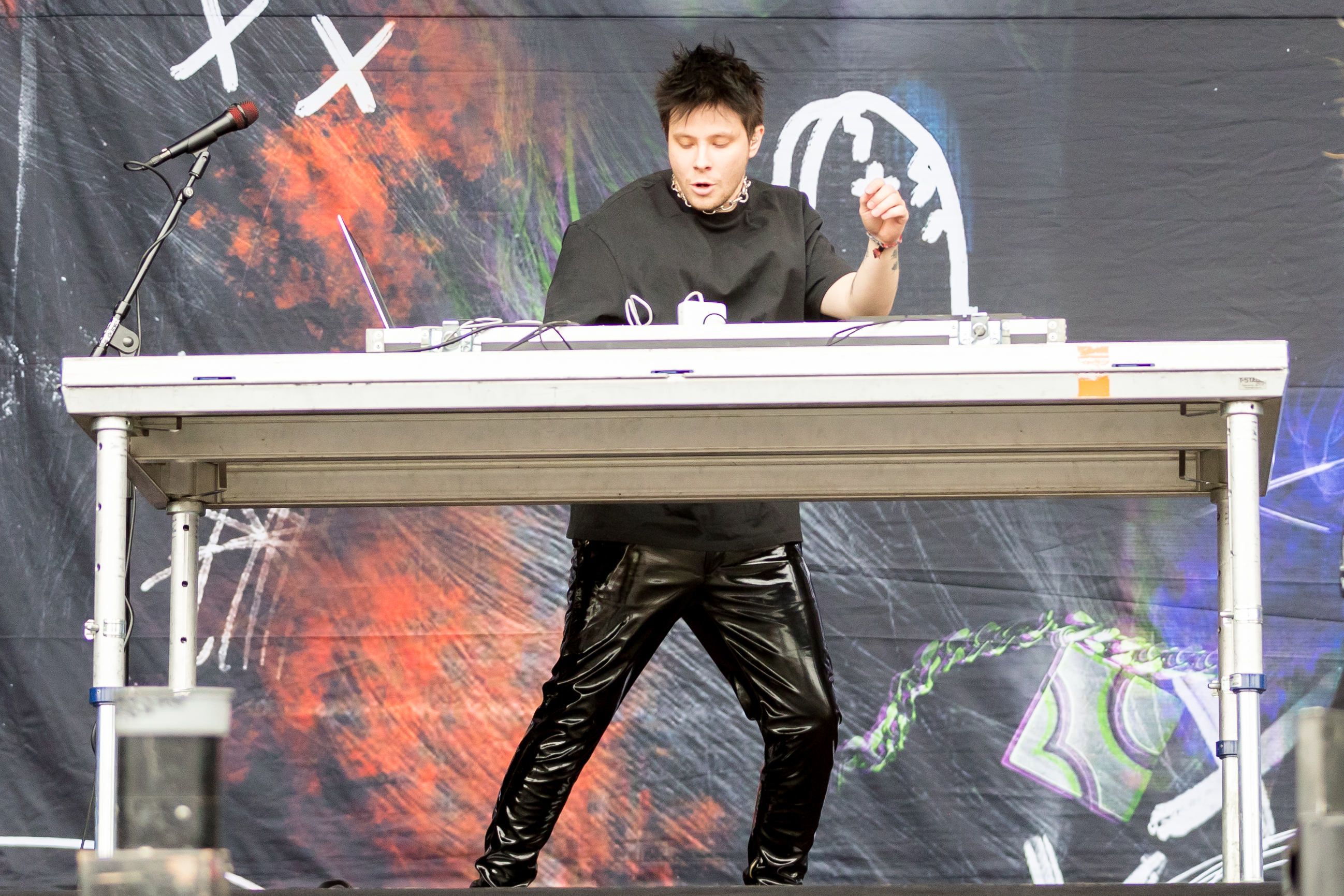
Алекс в составе Blind Channel на фестивале Wacken Open Air 2022

6 октября 2020 года Алекс Маттсон официально присоединился к составу Blind Channel.
Несмотря на плотную работу в новом коллективе, он не прекратил заниматься сольным творчеством и продолжил совмещать его с деятельностью в Blind Channel. 23 октября он представил сингл «We Never End», а спустя почти полгода, которые он провёл вместе с Blind Channel, погружённый в подготовку сначала к UMK, а потом и к Евровидению, Маттсон выпустил сингл совместно с финским поп-певцом Робином Пакаленом «Hard to Love».
21 января в финале национального отборочного конкурса Uuden Musiikin Kilpajlu Blind Channel заняла первое место и получила 551 балл, что стало рекордным счётом, в следствие чего в мае группа отправилась в Роттердам, где представляла Финляндию на конкурсе Евровидение-2021 и заняла шестое место.
В октябре 2021 года в Парке Славы города Нуммела в честь Алекса Маттсона была посажена черёмуха обыкновенная (Prunus padus 'Colorata'). Событие по посадке именных деревьев было организовано местными властями, трёх кандидатов для которых выбирали местные жители.
В 2022 году в рамках проекта Alex Mattson вышел лишь один трек — ремикс на песню группы Blind Channel — «Bad Idea». В своём Твиттере Алекси заявил, что пока не собирается возобновлять сольную деятельность и ему абсолютно комфортно с Blind Channel.
23 июля 2023 года Алекс на своём Youtube-канале поделился ремиксом на песню американского исполнителя Alec Benjamin - «Let Me Down Slowly».
В 2024 году Каунисвеси продолжил плотную работу в Blind Channel, выступив продюсером пятого альбома группы EXIT EMOTIONS. Помимо этого, он выступил продюсером в треке MIA финской рок группы rock band from hell, вышедшем 15 марта.
В сентябре 2024 года вместе с вокалистом Blind Channel Нико Мойланеном был создан лейбл Scary Noise Records. По словам создателей, идея пришла им во время прослушивания новинок от независимых представителей финской музыкальной сцены и они решили создать такой лейбл, который мог бы помогать таким артистам независимо от их жанра и страны пребывания. К маю 2025 года лейбл выпустил несколько синглов таких финских артистов, как Ainoa, rock band from hell, Jebastian, RUSTHOL. 
25 октября вышел сингл группы The Rasmus - Rest In Pieces, продюсером которого стал Алекс Маттсон. По словам группы и самого Маттсона, солист группы Лаури Юлёнен позвонил ему в тот момент, когда Каунисвеси был в туре по америке с группой Blind Channel. Ему пришлось найти два дня в плотной рабочем графике между этим туром и следующим, чтобы поработать над треком. 
В начале 2025 года создал собственную студию аудио-инжиниринга Toneway Audio.

## Музыкальное влияние
Среди групп, которые оказали максимальное влияние на Каунисвеси как на музыканта упоминаются Skrillex, Swedish House Mafia, Avicii, Bring Me The Horizon, Slipknot  .

## Дискография

### Синглы
- UFO feat. Solamay (19.02.2016)
- Forget You (10.06.2016)
- Good Kids (2.06.2017)
- Good Kids (Heavyweight Remix) (4.08.2017)
- All About You feat. Lucas Marx (26.10.2017)
- Complicated Love (23.02.2018)
- Discovery (20.04.2018)
- Anything feat. RØRY (17.08.2018)
- Love Lie feat. Nevve & Shane Moyer (23.11.2018)
- Timebomb feat. Blind Channel  (15.03.2019)
- Crazy (The Main Title Song for the Telia Esports Series) (26.04.2019)
- Can´t Say No (feat. PJZ) (28.06.2019)
- NAKARA feat. Laz Perkins (06.12.2019)
- Better Off (07.02.2020)
- We Never End feat. Sophie Rose (23.10.2020)
- Hard To Love feat. Robin Packalen (26.03.2021)
- Hard To Love feat. Robin Packalen (Tungevaag Remix) (09.07.2021)
- Hard To Love feat. Robin Packalen (MAZLIK Remix) (29.10.2021)

### Альбомы
- Eleven (EP) (25.05.2018)

1. Flesh and Bone feat. Cimo Fränkel, Damon Sharpe
2. Complicated Love
3. Myself feat. Amanda Fondell
4. Discovery

### Продюсирование, авторство
- Mikael Gabriel, Isac Elliot — Ring Ring Ring (02.02.2017)
- Reino Nordin — Vapaa (24.02.2017)
- Reino Nordin — Kosketa (24.02.2017)
- Antti Ketonen — Ehjäksi särkynyt (03.05.2019)
- Ellinoora feat. Gasellit — Aatelisii (05.07.2019)
- Kasmir — Kuolema soitti mun luuriin (11.10.2019)
- Kasmir — Aamu (11.10.2019)
- Figaro — Jos mä pari kertaa mokaan (01.05.2020)
- Mariska — Kosketa Vain elämää kausi (23.10.2020)
- Robin Packalen — Built To Fall Apart (18.12.2020)
- Mingue & Salvatore Adamo — What We Had (Bolier Edit) (22.01.2021)
- Marcus Layton — Keep Dancing (28.05.2021)
- Kryder — Come Home Soon (25.06.2021)
- Robin Packalen feat. SAAY — Sucker For That Love (03.09.2021)
- Robin Packalen — Curtain Call (14.10.2021)
- Studio Killers feat. Ally Ahern — Soft Bitch (10.11.2021)
- Able Faces — 3 AM (18.03.2022)
- Spaik — 5€ (21.07.2023)
- rock band from hell — MIA (15.03.2024)
- The Rasmus — Rest In Pieces (25.10.2024)
- Sara Siipola — Viimeinen tekoni (08.11.2024)
- Jebastian — Stories (15.11.2024)
- Ainoa — joka päivä jotain mun sisällä kuolee (22.11.2024)
- Ainoa — Muusa (14.03.2025)

#### Авторство в составе Blind Channel
- Lifestyles of the Sick & Dangerous (Album) (7.07.2022)
- Alive or Only Burning (feat. Zero 9:36) (9.09.2022)
- Alive or Only Burning (INHUMAN Remix) (2022) (02.12.2022)
- Lost & Bleeding (23.06.2023)
- EXIT EMOTIONS (Album) (01.03.2024)

### Видеоклипы
- UFO feat. Solamay (18.03.2016)
- Good Kids (16.06.2017)
- Complicated Love (16.04.2018) (Lyric Video)
- Better Off (27.03.2020) (Lyric Video)
- Hard To Love feat. Robin Packalen (26.03.2021)

### Ремиксы
- Paleface — Jostain paljon kauempaa (Alex Mattson remix) (27.03.2015)
- Ricky Tick Big Band — Talutushihnassa (Alex Mattson remix) (29.04.2015)
- Lucas (laulaja) — Täydellisen epätäydellinen (Alex Mattson remix) (22.01.2016)
- Sandhja — Sing It Away (Alex Mattson remix) (20.05.2016)
- Marcus & Martinus — Girls feat. Madcon (Alex Mattson remix) (11.07.2016)
- Samu Haber feat. Niila — A Hundred Years (Alex Mattson remix) (5.08.2016)
- Blind Channel — Bad Idea (Alex Mattson remix) (23.12.2022)
- Alec Benjamin - Let Me Down Slowly (Alex Mattson Remix) (23.07.2023)